# Choeroniscus minor
Choeroniscus minor é uma espécie de morcego nectarívoro da família dos filostomídeos (Phyllostomidae). O gênero Choeroniscus foi descrito em 1928, separando essa e mais 4 espécies do antigo gênero Choeronycteris. Pode ser encontrada na Bolívia, Brasil, Peru, Equador, Colômbia, Venezuela, Guiana, Suriname e Guiana Francesa.

## Descrição
São morcegos de tamanho pequeno para médio que apresentam um pequeno dimorfismo sexual; as fêmeas apresentam uma média de massa corporal de 9,8 gramas e comprimento total de 69,1 milímetros, enquanto machos apresentam uma media de oito gramas de massa corporal e 63,8 milímetros de comprimento total. O comprimento do antebraço varia entre 33 e 38 milímetros tanto em machos quanto em fêmeas.
A pelagem é densa e sua coloração varia de preto a marrom escuro, com uma diferença bem leve entre dorso e ventre. Possuem um nariz pequeno, bem desenvolvido e em formato de triangulo, orelhas arredondadas no topo e de trago curto. A mandíbula é fina e alongada, apresentando um pequeno sulco na frente do focinho do animal, que permite a passagem da lingua com a mandíbula ainda fechada. A dentição do animal, curiosamente, apresenta grande variação entre indivíduos, sem apresentar algum padrão ou influencia no tamanho corporal.
A partir do sulco em forma de V presente na ponta de sua mandíbula, o C. minor é capaz de projetar sua língua para fora da boca mesmo com a mandíbula fechada, graças aos incisivos reduzidos ou ausentes. A língua pode se estender em até cerca de 50% do comprimento total do animal e sua ponta possui papilas em forma de cerdas, direcionadas para trás, desenvolvidas para o maior consumo de néctar.

## Distribuição
C. minor está presente restritamente no norte da América do Sul. Ocorre no Cerrado brasileiro, assim como na porção sudeste da floresta amazônica (Roraima, Rondônia, Acre, Amazonas, Amapá, Pará) e em parte da Mata Atlântica (Minas Gerais e Espírito Santo). Em termos hidrológicos, ocorre nas sub-bacias do Madeira, do Negro, do Purus, do Tapajós, do Baixo Tocantins e do Xingu. Fora do território brasileiro, sua distribuição se estende à Guiana, Guiana Francesa, Suriname, Equador, ao sul da Venezuela e Colômbia, o oeste do Peru e ao norte da Bolívia.
Apesar de ser caracterizada como espécie da floresta amazônica, um ambiente de baixa altitude, sua distribuição geográfica alcança uma ampla variedade de elevações; ela habita o Cerrado brasileiro, onde existe uma variação de 600 a 1 400 metros de altitude, e pode ser encontrada em elevações de até 3 860 metros no Peru. Habita florestas tropicais úmidas e prefere territórios próximos de lagos ou rios. No entanto, já foi  registrada em áreas de floresta secundária, plantações e áreas urbanas.

## Ecologia
Choeroniscus minor costuma se abrigar em troncos ocos ou caídos em áreas ribeirinhas, se pendurando em alturas de 50 a 70 centímetros acima do chão. Ocupa-os solitariamente ou em grupos de até oito indivíduos. Habita o mesmo abrigo ao longo de vários meses. Se alimenta primariamente de pólen e néctar, mas também podem consumir insetos. Não existe informações suficientes sobre sua reprodução para inferir padrões reprodutivos. Uma fêmea gestante (feto = 22 milímetros) foi capturada em agosto no Xingu, no Pará.

## Conservação
De acordo com a Lista Vermelha da União Internacional para a Conservação da Natureza (UICN / IUCN), essa espécie se encontra classificada como Pouco Preocupante (LC ou Least Concern) desde agosto de 2016. Tal classificação significa que a espécie é abundante na natureza e não há maiores riscos de ameaça no futuro próximo. No Brasil, foi listado em 2005 como vulnerável na Lista de Espécies da Fauna Ameaçadas do Espírito Santo; em 2010, como em perigo na Lista de Espécies Ameaçadas de Extinção da Fauna do Estado de Minas Gerais; e em 2018, como pouco preocupante na Lista Vermelha do Livro Vermelho da Fauna Brasileira Ameaçada de Extinção do Instituto Chico Mendes de Conservação da Biodiversidade (ICMBio). Em sua área de distribuição, ocorre em algumas áreas de conservação: a Reserva Biológica do Tajapós-Arapiuns (Resex Tapajós-Arapiuns), a Reserva de Desenvolvimento Sustentável Piagaçu-Purus (RSD Piagaçu-Purus), a Reserva Particular de Patrimônio Natural Fazenda Pioneira (RPPN Fazenda Pioneira) e a Reserva Particular de Patrimônio Natural Lote Cristalino (RPPN Lote Cristalino).